# Кавкаб
«Кавкаб Марракеш» (араб. الكوكب المراكشي‎; фр. Kawkab Athlétique Club de Marrakech) или просто «КАК» — марокканский футбольный клуб из Марракеша. Выступает в Чемпионате Марокко (Ботола).

## История
Основан 20 сентября 1947 году.
Хотя «Кавкаб Марракеш» не относится к числу лидеров марокканского футбола, однако, на его счету числится один завоеванный международный кубок. Команда из Марракеша стала первым марокканским клубом, кому удалось выиграть третий по значимости континентальный трофей - Кубок КАФ. произошло это событие в 1996 году, когда в финале по сумме двух матчей был повержен грозный «Этуаль дю Сахель» - 1:3 и 2:0. Четырьмя годами ранее «Кавкаб» выиграл свой второй и пока последний титул Чемпиона Марокко, а также пятый из итоговых шести Кубок Марокко. Последним достижением клуба стал «серебряный» дубль в национальных первенствах 1997/98 и 1998/99 годов. 
Несмотря на то что в сезоне 2009-10 мог побороться за Афрокубки и занял 4-е место уже в следующем сезоне клуб провально выступил в Первой лиге и заняв 15-е местто вылетел во вторую лигу.

## Достижения

### Местные
- Чемпион Марокко (2): 1957/58, 1991/92

- Обладатель Кубка Марокко (6): 1963, 1964, 1965, 1987, 1991, 1993

### Международные
- Кубок Конфедерации КАФ (1)
  - Победитель: 1996